# Weichs (Regensburg)

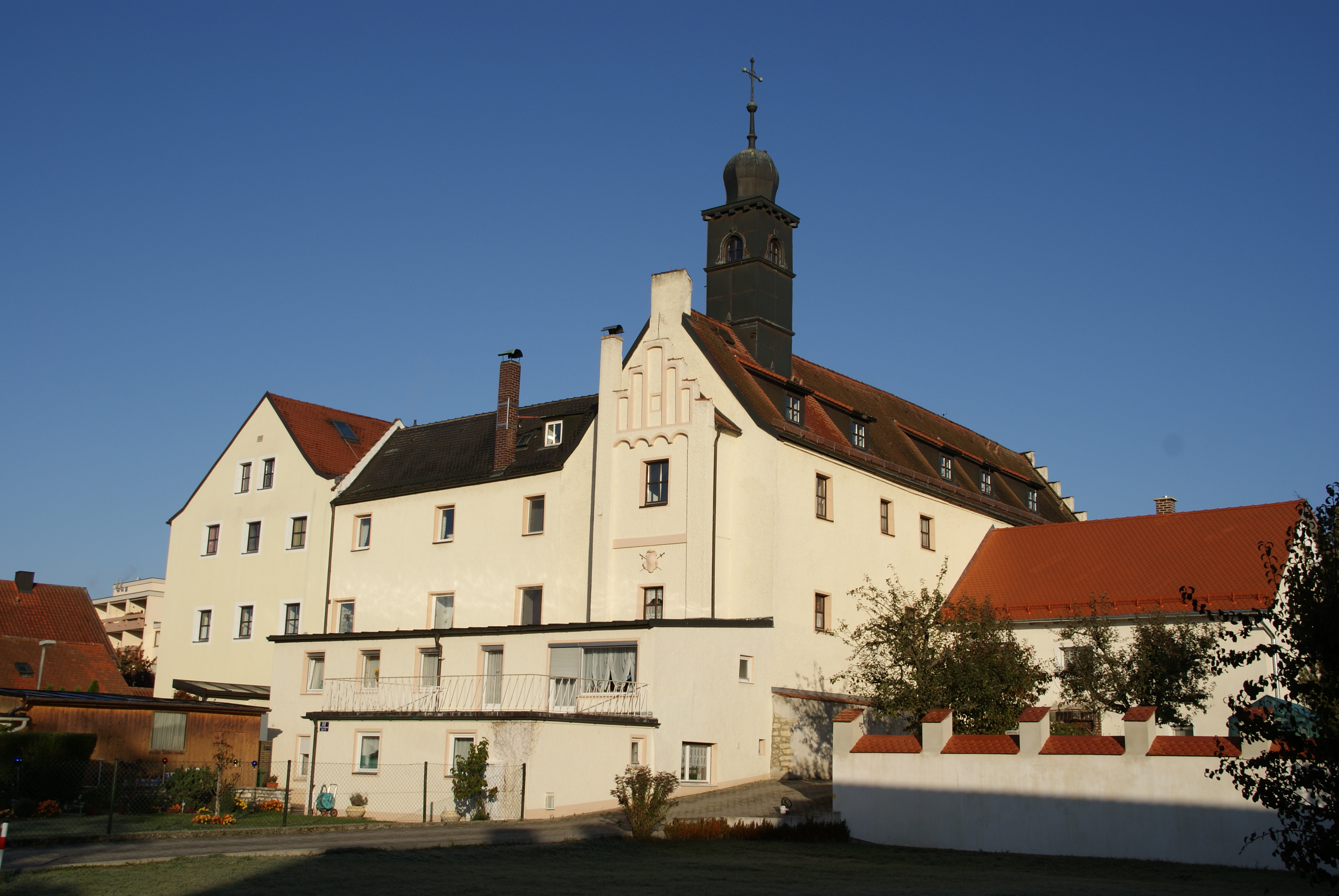
Schloss Weichs heute

Schloss und Brauhaus Weichs um 1700. Kupferstich von Michael Wening

Weichs ist der Stadtbezirk 08 von Regensburg.  Die bis 1924 selbstständige Gemeinde Weichs wurde am 1. April 1924 in die Stadt Regensburg eingemeindet.

## Lage
Weichs liegt im Osten von Regensburg, östlich der Nibelungenbrücke, am Nordufer der beiden Donauarme, die sich dort am Ende der Donauinsel Unterer Wöhrd wieder zur Donau vereinen und dabei auch den von Norden kommenden Fluss Regen aufnehmen. Weichs schließt südlich an den Stadtbezirk Reinhausen an und liegt am Nordufer der Donau dem Hafen Regensburg am südlichen Donauufer gegenüber.

## Geschichte
Als Wihs (althochdeutsch =Dorf-Flecken) wurde Weichs 888 erstmals erwähnt. Bereits 1310 erscheint der heutige Name Weichs.
Am Ort befand sich bereits sehr früh auch eine Burg, ein Vorgänger des noch heute existierenden Schlosses Weichs, das in der Zeit der Renaissance entstand. Die ursprüngliche Burg war im königlichen Besitz und wurde als  Lehen an adelige Herren vergeben, die sich bis in das späte 13. Jahrhundert die  Weichser nannten. Sechs ihrer Namen finden sich auf Grabdenkmälern in der Dominikanerkirche. Nach 1280 kam Weichs in den Besitz der Herzöge von Bayern und verblieb dort. Der Ort gehörte zu keiner Zeit zur damaligen Reichsstadt Regensburg noch zur alten Oberen Pfalz. Der Ort gehörte vielmehr seit dem 13./14. Jahrhundert zum bayerischen Gericht der 3 Schrannen in Stadtamhof. Als sich 1486 die Stadt Regensburg aus wirtschaftlichen Gründen für sechs Jahre an das Herzogtum Bayern anschloss, nutzte der bayerische Herzog die Gelegenheit, den bayerischen Orten nördlich der Donau beispielsweise durch Verlagerung der Handelswege nach Nürnberg auf das nördliche Donauufer dauerhafte Vorteile zu verschaffen.
Burg und Hofmark Weichs wurden an reiche Patrizierfamilien verpfändet, wie die Familien Gumprecht,  Auf der Hayde (1345), Sittauer, Thundorfer (1358) und Heinrich von Amman (1409). Nach 1500 erscheinen auf der Burg die böhmischen Grafen von Guttenstein. Heinrich von Guttenstein ließ 1516 das Schloss mit Graben und Mauer umgeben. Nach ihnen folgten die Herren von Plittersdorf, die den Besitz für 4300 Gulden an das Kloster Niedermünster verkauften. 1601 kam das Schloss Weichs wieder zurück an das spätere Kurfürstentum Bayern. Herzog und Kurfürst Maximilian I. richtet beim Schloss eine Brauerei für weißes Bier ein, dessen Herstellung damals ein Privileg des Landesherren war. Das langgestreckte Brauereigebäude überlebte Hochwasser und Eisgang. 1630 wurde das Schloss Sitz des Pflegeamtes.
Im Dreißigjährigen Krieg wurden Weichs und das nördlich benachbarte Reinhausen im Verlauf der Kämpfe um Regensburg zum Quartiersstandort für mehrere bayerische Infanterieregimenter unter dem Kommando des Generalfeldzeugmeisters Otto Heinrich Fugger. Diese Regimenter hatten die schwere Aufgabe, das von schwedischen Truppen besetzte und stark befestigte Stadtamhof, mit dem Schwarzen Turm als dem nördlichen Brückenkopf der Steinernen Brücke, zu erobern, was ihnen nicht gelang.
1704 im Spanischen Erbfolgekrieg und 1737 im Österreichischen Erbfolgekrieg wurde Weichs von französischen und bayerischen Truppen besetzt und das Schloss als Hauptquartier genutzt. Auch bei der Schlacht bei Regensburg 1809 war Weichs betroffen.
Ab 1818 gab es mit dem bayerischen Gemeindeedikt in der „Ruralgemeinde“ Weichs einen gewählten Gemeindevorsteher – später Bürgermeister genannt. Die bis 1924 selbstständige Gemeinde Weichs wurde am 1. April 1924 in die Stadt Regensburg eingemeindet.

## Verkehr und Anbindung
Nachdem 1810 die Stadt Regensburg in das Königreich Bayern eingegliedert worden war, zeigte es sich, dass die beiden neuen, noch nicht eingemeindeten Vororte Weichs und Reinhausen nur mühsam und auf einem langen Weg über die Steinerne Brücke und zusätzlich über eine hölzerne Brücke über den Fluss Regen erreichbar waren. Da in Weichs im Umland des Schlosses der bekannte und beliebte Weichser Rettich, der Weichser Radi, angebaut wurde, war der mühsame Transport des Gemüses in die Altstadt für die Bauern sehr ärgerlich.
Als Versuche zur besseren Anbindung von Weichs an die Altstadt wurden zunächst Bootsüberfahrten und Fährdienste und 1873 sogar eine Drahtseilfähre eingerichtet. Als im Winter 1893 Weichs 14 Tage lang durch einen Eisstoß abgeschnitten war und nicht versorgt werden konnte, wurde auch eine Brücke zum Unteren Wöhrd geplant, deren Bau aber niemand finanzieren konnte. Nach der Eingemeindung wurde 1924 eine Pontonbrücke am Standort der heutigen Nibelungenbrücke dem Verkehr übergeben, die bis zur Fertigstellung der damaligen Adolf-Hitler-Brücke 1938 ihren Dienst versah.
Weichs besaß einen Haltepunkt an der 1889 in Betrieb genommenen, schmalspurigen Walhallabahn zwischen Regensburg und Wörth an der Donau. Von 1953 bis 1963 bediente die einzige Regensburger Oberleitungsbuslinie den Stadtteil.
Heute ist der Stadtteil von mehrspurigen Verkehrsstraßen sowie durch Neubauten – vor allem das Donau-Einkaufszentrum und den Gewerbepark Regensburg – geprägt.